# Càpsula renal
La càpsula renal és una capa resistent, fibrosa que envolta el ronyó, en contacte directe amb el còrtex, i coberta d'una capa gruixuda de teixit adipós perirenal. Ofereix una protecció contra els traumes.